# Parigny (Manche)
Parigny ist eine Ortschaft und eine ehemalige französische Gemeinde mit 1.797 Einwohnern (Stand: 1. Januar 2022) im Département Manche in der Region Normandie. Sie gehörte zum Arrondissement Avranches und zum Kanton Saint-Hilaire-du-Harcouët. Die Einwohner werden Parignais genannt.
Mit Wirkung vom 1. Januar 2016 wurden die früheren Gemeinden  Chèvreville, Martigny, Milly und Parigny zu einer Commune nouvelle mit dem Namen Grandparigny fusioniert und haben in der neuen Gemeinde den Status einer Commune déléguée. Der Verwaltungssitz befindet sich im Ort Parigny.

## Geographie
Parigny liegt etwa 24 Kilometer ostsüdöstlich von Avranches. Der Fluss Sélune berührt das Gebiet.

## Bevölkerungsentwicklung
| Jahr                      | 1962  | 1968  | 1975  | 1982  | 1990  | 1999  | 2006  | 2012  |
| Einwohner                 | 1.130 | 1.147 | 1.281 | 1.387 | 1.594 | 1.705 | 1.738 | 1.902 |
| Quelle: Cassini und INSEE |       |       |       |       |       |       |       |       |

## Sehenswürdigkeiten
- Kirche Notre-Dame
- Schloss aus dem 15. Jahrhundert, seit 1976 Monument historique

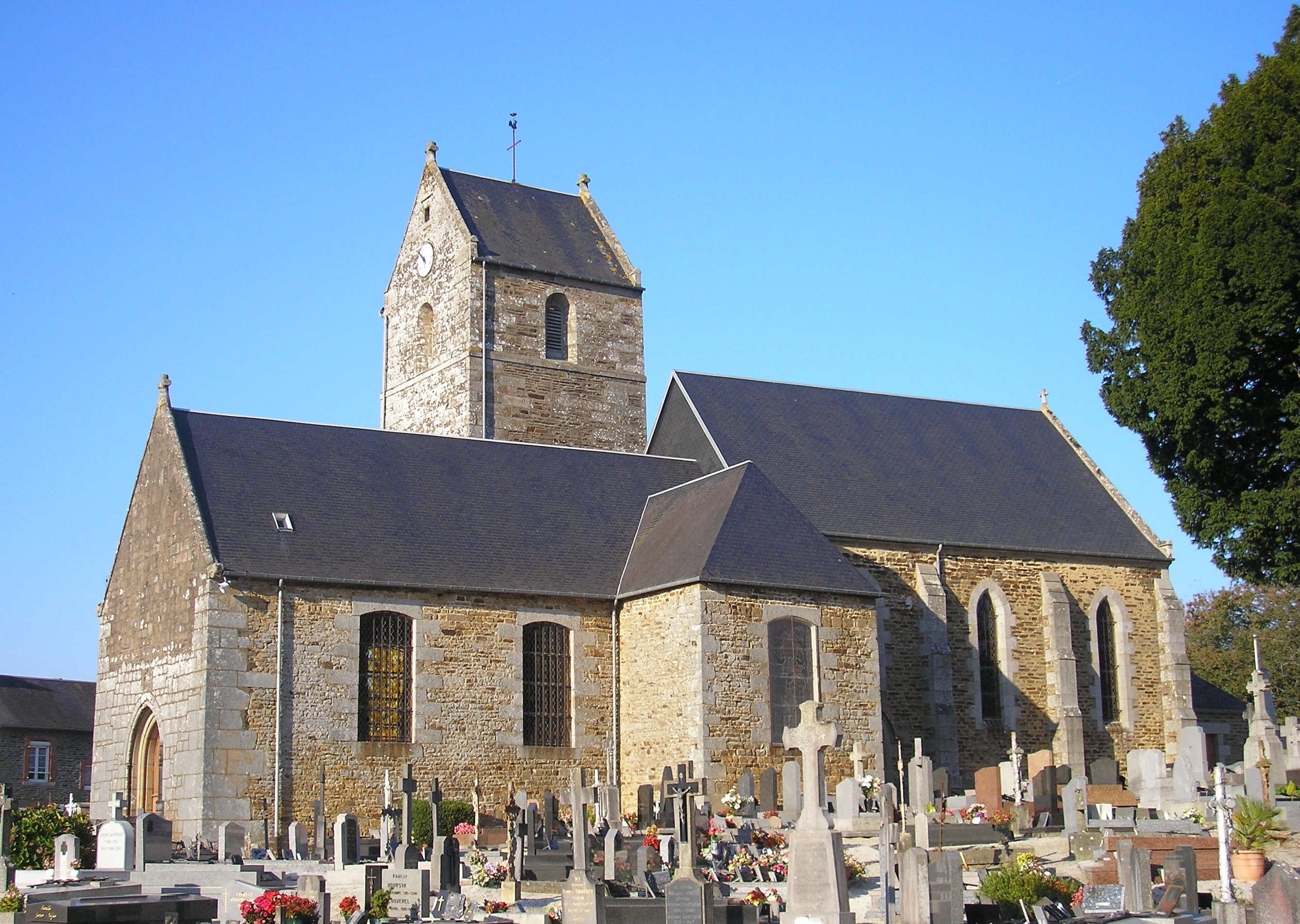
Kirche Notre-Dame

## Persönlichkeiten
- Berthevin de Parigny (Heiliger Bertwin, Lebensdaten im 9. Jahrhundert), Heiliger der katholischen Kirche